# Freiburg (Breisgau) Güterbahnhof

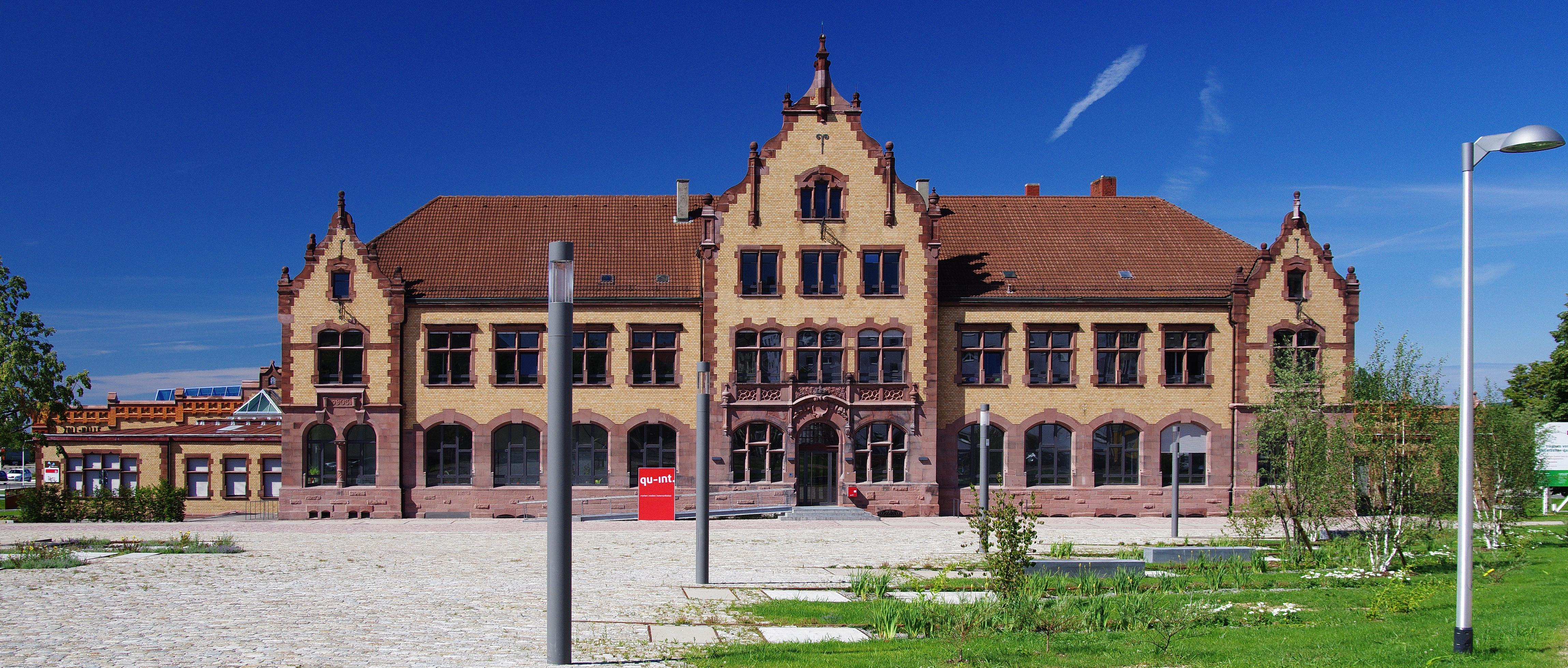
Alter Zollhof mit neuem Vorplatz, wird nach Umbauten jetzt anders genutzt.

Der Bahnhof Freiburg (Breisgau) Güterbahnhof ist ein Güterbahnhof im Freiburger Stadtteil Brühl. Er wurde zwischen 1901 und 1905 erbaut, um den Güterverkehr des Freiburger Hauptbahnhofs abzutrennen, da dieser nicht mehr dem drastisch angestiegenen Umschlag gewachsen war. In Abgrenzung zum Güterbahnhof Freiburg-Süd an der Carl-Mez-Straße in Haslach wird von der Stadt und der Aurelis bei der Nachnutzung des Güterbahnhofareals auch vom Güterbahnhof-Nord gesprochen.

## Lage und Anbindung

Die Güterstrecke, der Güterbahnhof und die Bahnstrecken, die an den Hauptbahnhof angeschlossen sind

Ans Schienennetz angebunden ist der Bahnhof über die zweispurige und elf Kilometer lange Güterumgehungsbahn zwischen Gundelfingen und Leutersberg.
Die Bahnstrecke nach Breisach wird über die Abzweigstelle Heidenhof erreicht, über deren Wendegleis auch die Höllentalbahn befahren werden kann. Als sich die Höllentalbahn von 1936 bis 1960 im 50-Hertz-Versuchs-Betrieb befand, wurden Güterzüge für diese Strecke durchgehend mit Dampflokomotiven bespannt, um am Hauptbahnhof nicht auf 50-Hertz-Lokomotiven umspannen zu müssen.

## Geschichte

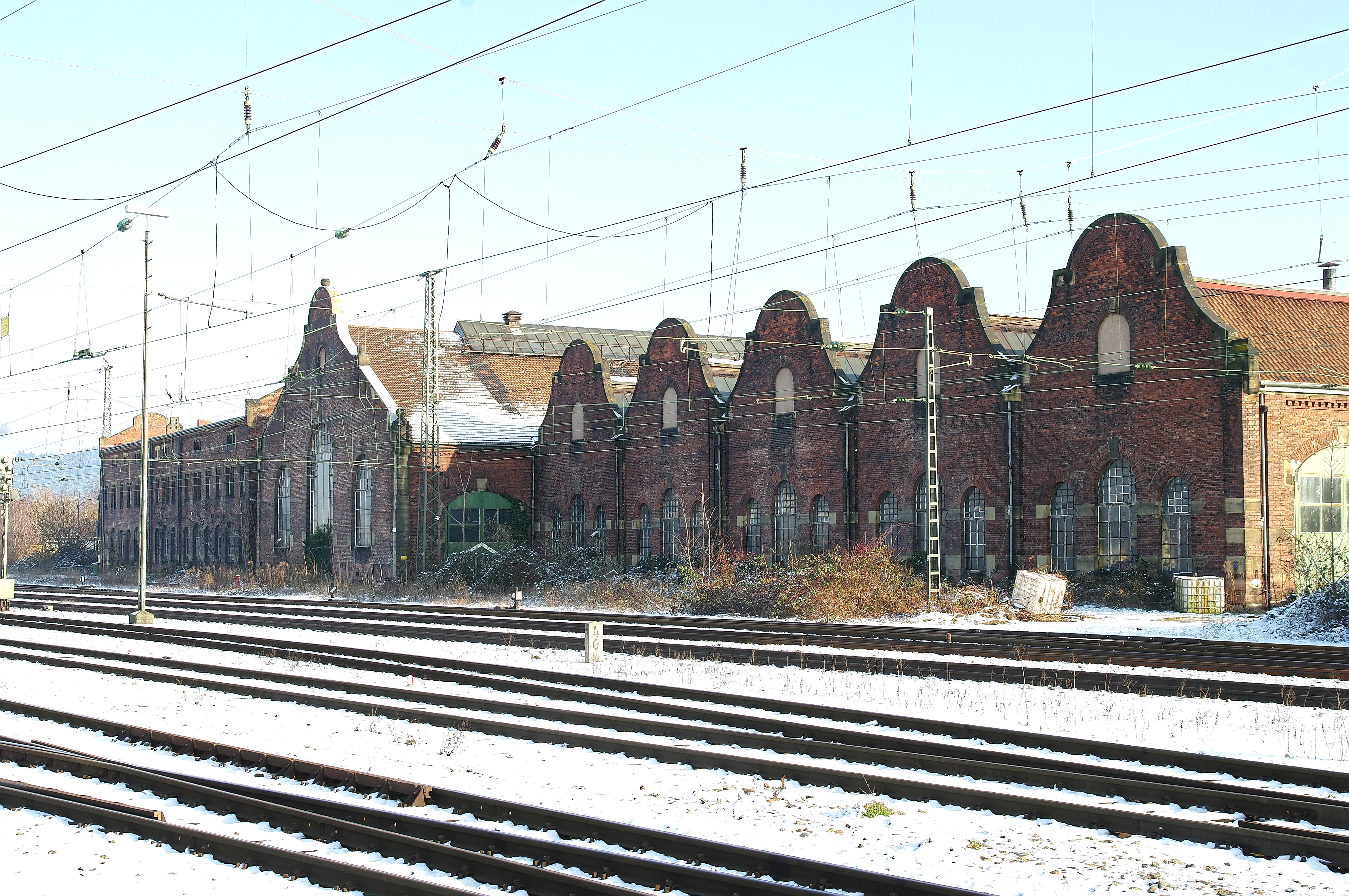
Die denkmalgeschützte Lokhalle

Ursprünglich hätte der bereits bestehende Güterbahnhof im Stühlinger südlich des Hauptbahnhofs in großem Umfang erweitert werden sollen. Ausgelöst durch massive Proteste in der Bevölkerung wurde er später in einem unerschlossenen Gebiet errichtet, aus dem später der Stadtteil Brühl werden sollte. Das ehemalige Güterareal am Hauptbahnhof wurde aufgelöst.
Im Ersten Weltkrieg wurde eine meterspurige Gleisverbindung für die Straßenbahn von der heutigen Haltestelle Rennweg über die Neulinden- und Rampenstraße bis zum Zollhallenplatz verlegt, um Verwundete in die zahlreichen – über das gesamte Stadtgebiet verteilten – Lazarette zu befördern. Die hierfür bestimmten Straßenbahnzüge warteten an der dortigen Laderampe auf die Ankunft der Lazarettzüge. Triebwagen und Beiwagen konnten dabei auf quer eingelegten Brettern je zwölf auf Tragen liegende Schwerverwundete befördern. Das Gleis durch die Neunlindenstraße diente nach dem Ersten Weltkrieg – in verkürzter Form – noch viele Jahre lang zur Anbindung eines ehemaligen Gleislagers an der Kaiserstuhlstraße.
Eine weitere Verbindung zwischen Straßenbahn und Großherzoglich Badischen Staatseisenbahnen entstand damals im zivilen Teil des Güterbahnhofs. Dieses Gleis führte von der damaligen Endstelle aus, die sich an der Einmündung der Eichstetter Straße in die Waldkircher Straße befand, in den Güterbahnhof hinein, um ein direktes Umladen zu ermöglichen. Es existierte noch bis Anfang der 1980er Jahre, als über diese – teilweise vierschienige – Gleisverbindung die Triebwagen des Typs GT8K nach Freiburg angeliefert wurden.
Im Zweiten Weltkrieg war neben dem Hauptbahnhof ebenso der Rangierbahnhof Ziel von Angriffen:
- 27. November 1944: mehrere Hauptgleise getroffen sowie Strecken nach Freiburg-Süd und Abzweigung Heidenhof gesperrt nach Bombenangriff
- 22. Dezember 1944: mehrere Gleise sowie Ein- und Ausfahrten durch Bombenabwurf beschädigt, Rangierlokomotive ausgefallen
- 30. Dezember 1944: durch mehrere Bombenabwürfe Munitionszug explodiert, Fahrbetriebsleitungsgebäude zerstört und Fernmeldeleitungen unterbrochen
- 15. Januar 1945: Streckenabschnitte rund um Güterbahnlinie nach Bombenangriffen gesperrt
- 8. Februar 1945: größere Gleisschäden, Lichtleitungen zerstört, weitere kleinere Schäden durch Jagdbomber-Angriff
- 13. Februar 1945: ein Gleis beschädigt und 15 Wagen zerstört bzw. beschädigt durch kombinierten Angriff mit Bomben und Bordwaffen

Bei den Angriffen im Ersten Weltkrieg hingegen wurden keine wesentlichen Schäden angerichtet.
Die Bezeichnung Freiburg (Breisgau) Güterbahnhof entstand 1977 durch die Vereinigung von Güterabfertigung und Rangierbahnhof.
In den 1980er Jahren wurde mit dem Rückbau des Güterbahnhofs begonnen. Die Gleisgruppe B sowie die Anschlüsse für Freiburger Firmen wurden zurückgebaut. Der ehemalige Bahnhofsbereich wird seitdem bebaut. Es existiert an der Güterumgehungsbahn nur noch die Rollende Landstraße.

## Betrieb
Der Güterumschlag durch die Bahn hat sich in den letzten Jahrzehnten stark reduziert, sodass der Güterbahnhof fast ausschließlich als Umsetzpunkt für die Rollende Landstraße dient. Bis zu achtmal pro Tag verlassen bzw. erreichen den Güterbahnhof Züge aus und nach Novara in Italien Dafür wird das Gelände verstärkt als Standort für mittelständische Unternehmen und als Austragungsort für kulturelle Veranstaltungen genutzt.
Ebenfalls verkehrt täglich ein Müllzug, bestehend aus einer BR 203 und mehreren S-Wagen mit geschlossenen Containern von Freiburg nach Heitersheim/Eschbach zur Müllverbrennungsanlage TREA und zurück. Die Züge werden am Remondis-Hof am Güterbahnhof umgeladen und jeweils am Abend zurück nach Freiburg gebracht.
Bis zum Fahrplanwechsel 2015/2016 hatten die Einzelwagenverkehrszüge EZ 44280 (Offenburg Gbf–Freiburg Gbf–Bantzenheim–Mulhouse-Ville) und EZ 44281 (Mulhouse-Ville–Bantzenheim–Freiburg Gbf–Offenburg Gbf) planmäßig Behandlung in Freiburg. Die beiden Züge verkehren nun direkt über Straßburg/Kehl.
Die Wagen von Neuenburg und vom Kaiserstuhl, die in Freiburg weg- und beigestellt wurden, werden nun mit einem neuen Zugpaar, EZ 55825 (Offenburg Gbf – Freiburg Gbf) und EZ 55825 (Freiburg Gbf – Offenburg Gbf) zu ihren jeweiligen Bestimmungsorten gefahren. Dort werden die Wagen dann weiter verteilt. Die Lok des morgendlichen Zuges aus Offenburg verweilt nicht in Freiburg, sondern fährt als Tfzf 67470 zurück nach Offenburg. Am Nachmittag macht sich dann eine andere Lok als Tfzf 67472/67475 von Offenburg auf den Weg nach Freiburg, um dort die Wagen abzuholen. Weiterhin verkehrt mehrmals die Woche ein Zug ins Industriegebiet Freiburg, welcher einige dort ansässige Firmen mit Material versorgt.
Die alte Verbindungskurve zur Breisacher Bahn wird täglich von den Übergabezügen von und nach Breisach genutzt. Weiterhin verkehrt in den Wintermonaten täglich das Übergabezugpaar 55691/55690 von und zum Anschluss der Uniklinik. Dieser, meinst aus ein bis drei Fcas-Wagen gebildete Zug, versorgt das Heizkraftwerk der Klinik mit Holzpellets. Diese Leistungen werden von der SWEG gefahren.
Am Freitagabend verlässt die eine SWEG-Rangierlok, die die Woche über in Freiburg steht und die Züge von und nach Neuenburg und dem Klinikum bespannt, Freiburg als Tfzf 77150 über Riegel-Malterdingen nach Endingen. Jeden morgen kommt die zweite Lok als Tfzf 77151 aus Endingen nach Freiburg, um die Wagen vom EK 55825 abzuholen und am Kaiserstuhl zu verteilen.
Der Anschluss der Firma Scharrgas am Güterbahnhof wurde mehrmals in der Woche durch die SWEG bedient. Vor deren Demontage erfolgte diese Bedienung über die östliche Gruppe B (von Norden), später geschah das von Süden über ein neu angelegtes Gleis, das an der ebenfalls neuen Handweiche 92 von Gleis 7 Süd abzweigt, welche aber Ende 2017 stillgelegt wurde. Das Anschlussgleis wird nun ebenfalls zurückgebaut.
Der Güterbahnhof wird separat in zwei, voneinander abhängigen Bahnhofsteilen gesteuert, welche jeweils über ein Elektromechanisches Stellwerk der Bauart E43/50 (Lampenüberwachung) verfügen; Das Fahrdienstleiterstellwerk „Frf“ im Süden (Inbetriebnahme 13. Dezember 1956) und das Weichenwärterstellwerk „Frn“ im Norden (Inbetriebnahme 1962). Eine Gleisfreimeldeanlage ist im Bahnhof nicht vorhanden.
Seit Ende der 1980er Jahre ist von und nach Freiburg Süd und dem Abzweig Gundelfingen ein Gleiswechselbetrieb eingerichtet.

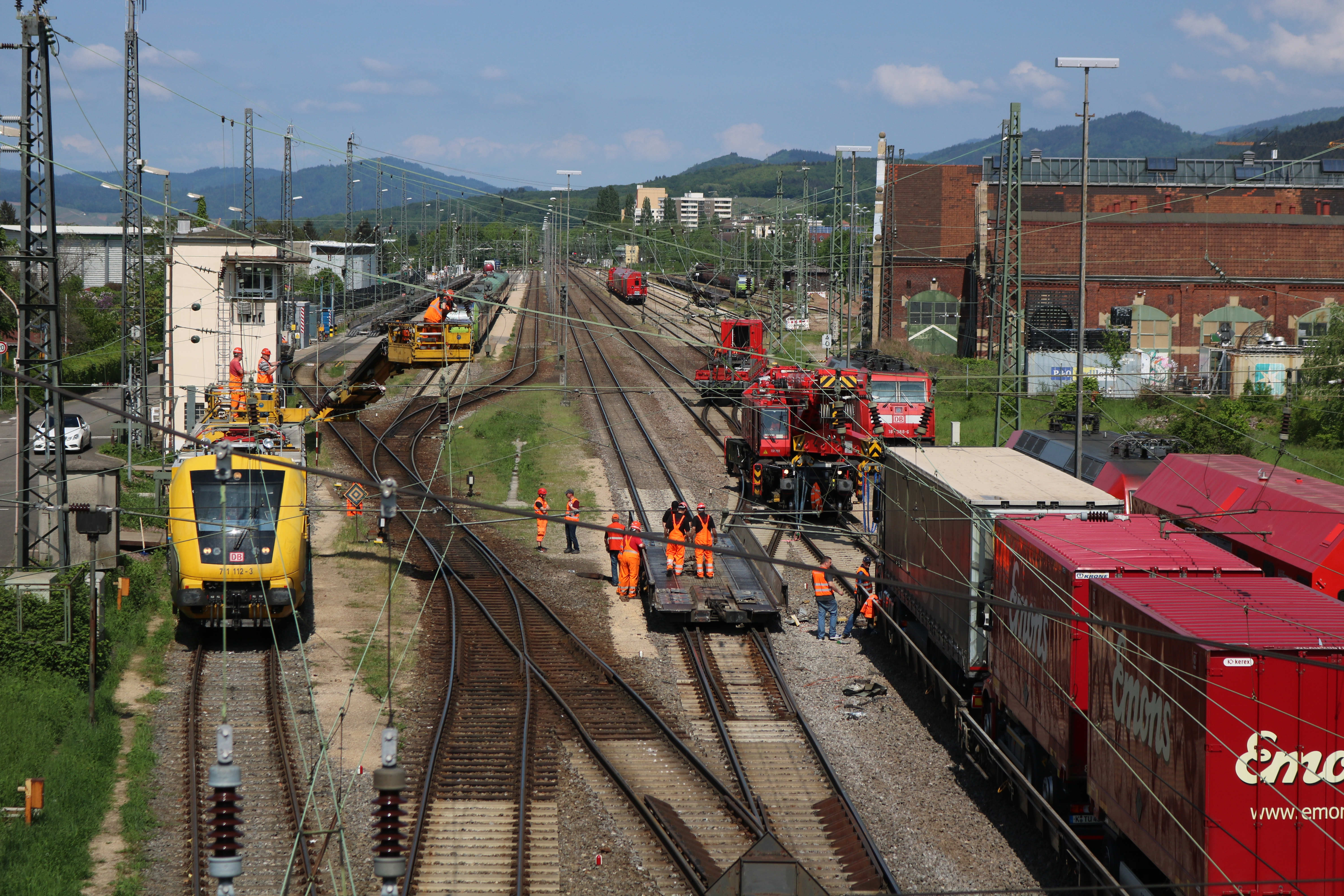
Aufräumarbeiten nach dem Unfall am 28.04.2018

Am 27. April 2018 kam es bei der Einfahrt eines aus Novara ankommenden Zuges der Rollenden Landstraße zu einer Entgleisung im Bahnhof. Drei entgleiste Wagen des Zuges wurden zum Teil stark beschädigt, außerdem entstanden erhebliche Sachschäden am Oberbau und an den signaltechnischen Anlagen. Die verladenen LKW der rollenden Landstraße blieben unbeschädigt. Eine Analyse durch die Bundesstelle für Eisenbahnunfalluntersuchung kam zu dem Ergebnis, dass die Entgleisung im Wesentlichen durch Fehlhandlungen eines Fahrdienstleiters verursacht worden sei.